# Artur Omarov
Artur Omarov (ur. 13 sierpnia 1988) – czeski zapaśnik, pochodzenia dagestańskiego walczący w stylu klasycznym. Olimpijczyk z Tokio 2020, gdzie zajął jedenaste miejsce w wadze 97 kg.
Brązowy medalista mistrzostw świata w 2023; ósmy w 2019. Brązowy medalista mistrzostw Europy w 2023; piąty w 2020. Trzeci w indywidualnym Pucharze Świata w 2020. Osiemnasty na igrzyskach europejskich w 2015 roku.